# Western European Time
| Azzurro | Western European Time (UTC+0)                                      |
| Blu     | Western European Time (UTC+0) Western European Summer Time (UTC+1) |
| Rosso   | Central European Time (UTC+1) Central European Summer Time (UTC+2) |
| Giallo  | Ora di Kaliningrad (UTC+2).                                        |
| Ocra    | Eastern European Time (UTC+2) Eastern European Summer Time (UTC+3) |
| Verde   | Ora di Mosca (UTC+3)                                               |

 Western European Time o WET (in italiano fuso orario dell'Europa occidentale) è uno dei nomi locali del fuso orario standard (senza offset d'ora legale) UTC+0.
Nelle isole britanniche è noto anche come ora media di Greenwich o Greenwich Mean Time.
Esso interessa i seguenti Paesi e territori:
- Isole Canarie (la Spagna continentale è UTC+1)
- Fær Øer (la Danimarca continentale è UTC+1)
- Irlanda
- Islanda
- Portogallo (tranne le Azzorre, UTC-1)
- Regno Unito (Inghilterra, Galles e Scozia dal 1847, Irlanda del Nord dal 1922)
- la base scientifica di Danmarkshavn in Groenlandia.

Tale fuso orario è a cavallo del meridiano zero e va da 7,5° E a 7,5° W; benché geograficamente includa i territori di  Paesi Bassi, Belgio, Lussemburgo, Francia, Spagna e Andorra, il fuso orario standard di questi ultimi (inclusa Gibilterra, territorio del Regno Unito) è UTC+1.
La maggior parte dei suddetti Paesi utilizza l'ora legale (UTC+1); localmente tale ora si chiama Western European Summer Time o WEST e, in particolare nel Regno Unito, British Summer Time o BST.